# Лизберн
Лизберн (енгл. Lisburn) је град у Уједињеном Краљевству у Северној Ирској. Према процени из 2007. у граду је живело 81.046 становника.

## Становништво
Према процени, у граду је 2007. живело 81.046 становника.
| 1981.  | 1991.  | 2001.  |
| ------ | ------ | ------ |
| 40,391 | 42,110 | 71,465 |